# Fernando Delgado (periodista y escritor)
Fernando Blas González Delgado, más conocido como Fernando Delgado (Santa Cruz de Tenerife, 1 de febrero de 1947-Faura, Valencia, 18 de febrero de 2024), fue un periodista, locutor, escritor y político español.

## Trayectoria profesional
Licenciado en Ciencias de la Información en Periodismo por la Facultad de Ciencias de la Información (Universidad Complutense de Madrid) y técnico titulado en Radio y Televisión, Magisterio, Filosofía y Arte Dramático, ha colaborado en los diarios El Día, Pueblo, Informaciones y El País, especializándose en crítica literaria y cultura. Después gana una plaza por oposición para ser locutor de Radio Nacional de España en 1967.
Se trasladó a Madrid en 1971, para trabajar en el departamento de Emisiones para el Exterior (que luego pasó a ser Radio Exterior de España), donde llegó a coordinar el Área de Cultura, con colaboradores José Hierro, Sofía Noel, Félix Grande o Luis Antonio de Villena. En ese periodo de la Transición, comienza a reunir en su departamento un equipo de gente joven que más tarde le ayudarán a formar el cuerpo de la futura Radio 3. Entre los integrantes de ese equipo que podrían mencionarse estaban: Alfonso Gil, Rosa Salgado, Javier Maqua, Gloria Berrocal, Carlos Faraco y Pedro Piqueras.
En 1976 publicó su primera novela, Tachero. 
En febrero de 1981 es nombrado director de Radio 3, emisora dirigida al sector juvenil y universitario, y construida inicialmente sobre la base del Tercer Programa de Radio Nacional. Tras poner en marcha un ambicioso proyecto, la llegada de Carlos Robles Piquer a la dirección general de RTVE, hizo que fuese cesado y sustituido por Eduardo García Matilla en diciembre de aquel mismo año. Muy poco después, un nuevo cambio político le pone al frente de RNE, cuya dirección ocupó en dos periodos: 1982-1986 y 1990-1991. Bajo su primer mandato realizó una profunda renovación en formatos y contenidos. También abandonaron la cadena pública profesionales como Luis del Olmo, Jesús Quintero, Alejo García y Julio de Benito.
En 1986 fue nombrado miembro del Consejo de RTVE, a propuesta del PSOE y hasta 1990. 
En 1991 ocupó la dirección de Tele-Expo, la cadena televisiva de la Exposición Universal de Sevilla 1992. Una vez finalizada la misma, en febrero de 1993 se convirtió junto a María Escario en presentador de los Telediarios Fin de semana de Televisión Española, en sustitución de Rosa María Mateo.
En 1994 salió a la luz la que el autor considera su obra más personal, Háblame de ti y un año después consiguió el Premio Planeta con La mirada del otro. También ha cultivado la poesía (Proceso de adivinaciones y Autobiografía del hijo) y el ensayo Cambio de tiempo (1994).
En 1996, tras la renovación del equipo directivo de RTVE, fue relevado de su cargo al frente del informativo. Regresó al medio radiofónico, fuera del ámbito de la radio pública, incorporándose a la Cadena SER con A vivir que son dos días, un espacio sobre arte, cultura, ocio y actualidad, que conseguiría el liderazgo de audiencia en su franja horaria del fin de semana. Lo dejó en 2005 para dedicarse íntegramente a la literatura.
Fue miembro del PSPV-PSOE (Partido Socialista del País Valenciano) y diputado por este partido político entre 2015 y 2019. El 11 de junio de 2015 abrió la nueva legislatura de las Cortes Valencianas como miembro de la Mesa de Edad, por ser el diputado de mayor edad de las cortes.
Fallece el 18 de febrero de 2024 en Faura (Valencia), a los 77 años de edad, tras luchar contra una larga enfermedad.

## Vida personal
Estuvo casado con el abogado valenciano Pedro García Reyes, razón por la cual trasladó su residencia a Faura a mediados de los años 1990 y por lo que hizo carrera política en la Comunidad Valenciana.

## Premios
- Premio Julio Tovar de Poesía (1967) por Palabra urgente.
- Premio Ciudad de La Laguna (1968).
- Premio Antonio de Viana de Poesía (1969) por Mísero tiempo.
- Premio Benito Pérez Armas (1973) por Tachero.
- Premio Benito Pérez Galdós (1979) por Exterminio en Lastenia.
- Premio Planeta (1995) por La mirada del otro.
- Premio Ondas Nacional de Televisión (1995).
- Antena de Oro (1995) por su labor al frente del Telediario Fin de semana.
- Premio Azorín (2015) por Sus ojos en mí.

## Libros publicados
- Mísero templo (1972).
- Tachero (1976).
- Exterminio en Lastenia (1979).
- Proceso de adivinaciones (1981).
- Cuatro ejemplos para una nueva sociedad canaria (1985).
- Háblame de ti (1994).
- Génesis (1994).
- Cambio de tiempo (1994).
- Autobiografía del hijo (1995).
- La mirada del otro (1995).
- Ciertas personas (1996).
- No estabas en el cielo (1996).
- Escrito por Luzbel (1998).
- Presencias de ceniza (2001).
- Isla sin mar (2002).
- Parece mentira (2005).
- De una vida a otra (2009).
- Paisajes de la memoria (2010).
- El pájaro escondido en un museo (2010).
- También la verdad se inventa (2012).
- Me llamo Lucas y no soy perro (2013).
- Donde estuve (2014).
- Sus ojos en mí (2015).
- El huido que leyó su esquela (2017).
- Todo lo que necesitaba ser dicho (2020).
- Todos al infierno (2022).
- De la radio a las letras (2022).